# NGC 3602
NGC 3602 is een spiraalvormig sterrenstelsel in het sterrenbeeld Leeuw. Het hemelobject werd op 4 maart 1865 ontdekt door de Duitse astronoom Albert Marth.

## Synoniemen
- MCG 3-29-17
- ZWG 96.17
- PGC 34351